# Такаши Усами
Такаши Усами (на японски: 宇佐美 貴史) е японски футболист.

## Национален отбор
Записал е и 18 мача за националния отбор на Япония.
| Япония | Япония | Япония |
| Година | Мачове | Голове |
| ------ | ------ | ------ |
| 2015   | 13     | 2      |
| 2016   | 5      | 1      |
| Общо   | 18     | 3      |